# August Wilhelm Schlegel

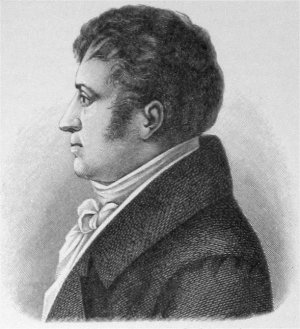
August Wilhelm Schlegel

August Wilhelm Schlegel, född 8 september 1767 i Hannover, död 12 maj 1845 i Bonn, var en tysk författare.

## Biografi
Augusts far, Johann Adolf Schlegel, var en andlig talare och estetisk författare. August Schlegel började med teologiska studier, men övergick under inflytande av Christian Gottlob Heyne till filologiska studier. Skalden Gottfried August Bürger och estetikern Friedrich Ludewig Bouterweck gynnade och påverkade hans studier och författarskap. 1791 till 1795 vistades August som huslärare i Amsterdam. 
Han blev 1796 docent och 1798 extra ordinarie professor vid universitetet i Jena, där han föreläste estetik, grekisk, romersk och tysk litteraturhistoria och fornforskningens metodik. Livligt understödd av sin hustru, Caroline (född Michaelis), utvecklade han samtidigt en lika produktiv som betydande kritikerverksamhet, utmärkt genom vidsträckta kunskaper, skarpa iakttagelse och gediget omdöme, till exempel i Friedrich Schillers "Die Horen" eller "Allgemeine Litteraturzeitung" i Jena.
Sedan Schlegel 1798 lärt känna Ludwig Tieck, bildades av dem och Schlegels yngre broder Friedrich ett vänskapsförbund, till vilket Friedrich Schleiermacher, Novalis, Bernhardi och Friedrich von Schelling med flera sedermera slöt sig och som ledde till skapandet av den äldre romantiska skolan (jämföra Nyromantik). Dess organ var tidskriften "Athenaeum" (3 band, 1798-1800), som utgavs av bröderna Schlegel och innehåller viktiga bidrag av August Schlegel själv.
Kanske ännu större erkännande fick Schlegels översättarverksamhet, som med åren tog allt större omfattning: Cervantes, Dante, framför allt Calderón (1803–1809) och Shakespeare (1797–1810) tolkades av Schlegel med utomordentlig förmåga. De reglerna för litterär översättning som han uppställde och följde torde få anses äga allmängiltighet.
Från Jena flyttade Schlegel till Berlin, där han höll livligt besökta föreläsningar och gav den första sammanfattningen av romantikens teorier. Från 1804 vistades han under flera år i utlandet, uppehöll sig hos Germaine de Staël i Schweiz och följda henne på resa till Italien, Frankrike, Sverige (1812–1813) och England. 1808 föreläste han i Wien över dramatik. År 1813–1814 var han under fälttåget sekreterare åt kronprinsen Karl Johan, vars proklamationer han författade till största delen. Schlegel skall i Sverige ha vunnit förnyelse av det adelskap en av hans förfäder tagit emot, men som släkten inte brytt sig om. 
Därefter flyttade han tillbaka till slottet Coppet och kallades 1818 till professor i Bonn. Han införde i Tyskland studiet av den sanskritiska litteraturen och kom därigenom att verka befruktande på den indiska filologin och den indoeuropeiska språkvetenskapen, om han också med sin stridbara natur i språkfrågor kom i konflikt med sin store samtida Franz Bopp. Som professor främjade han sanskritstudiet, utom genom sin lärar- och författarverksamhet, även genom att inrätta ett tryckeri för sanskrittryck med sanskrittyper. Hans förnämsta arbeten på det indologiska området är "Indische Bibliothek" (3 band, 1823 –1830) samt upplagor av "Bhagavad-Gita" (med latin översättning 1823, 2:a upplaga av Lassen 1846), "Rāmāyana" (1829–1846; ofullbordat) och "Hitopadeça" (med latin översättning 1829). 
Schlegel var verksam även som skald. Hans Gedichte (1800), det av Goethe i Weimar utgivna antika skådespelet Ion (1803) och hans övriga verk (Poetische Werke, 2 band, 1811) vittnar om hans författarskap. De är skrivna med formskicklighet, men Schlegel visade endast i reflexionsstycken (till exempel Rom, sonetter och epigram), särskild i satirer (främst den komiska Ehrenpforte und Triumphbogen für den Theaterpräsidenten von Kotzebue, 1800), självständighet och kraft.
Av hans brevväxlingar, som till största delen förvaras i Dresden, ha utgetts bland annat den med Goethe (1898), med Wilhelm von Humboldt (1908) och med Christian Lassen (1914). I Sverige hade Schlegel ett inte ringa inflytande, som teoretiker framför allt på nyromantikerna i Uppsala.

## Andra verk (urval)
- Charakteristiken und Kritiken (1801, tillsammans med brodern)
- Über dramatische Kunst und Litteratur (tre band, 1805-1811)
- Comparaison entré la Phédre de Racine et celle d’Euripide (1807)
- Observations sur la langue et la littérature provençales (1818)
- Über Theorie und Geschichte der bildenden Künste (1827)
- Kritische Schriften (två band, 1828)
- Vorlesungen über schöne Litteratur und Kunst (tre band, 1884)

## Översättningar till svenska
- Om continental-systemet och desz inflytande på Swerige (Über das Continentalsystem und den Einfluss desselben auf Schweden) (översättning Carl Erik Deléen, Stockholm, 1813)
- En skön och putslustig nyårs-lek emellan det gamla och nya århundradet (översättning Bengt Johan Törneblad, Stockholm, 1813)
- Betraktelser öfwer danska regeringens politik (översättning Eric Ulric Nordforss, Stockholm, 1813)